# Treosio
Il treosio è un monosaccaride appartenente al gruppo dei tetrosi. Possiede formula chimica C4H8O4 ed esiste sotto forma dei due stereoisomeri D e L.
L'eritrosio è il suo diastereomero.
Nell'aprile 2012 dei ricercatori del Medical Research Council hanno usato l'arabinosio al posto del ribosio e del desossiribosio per un acido xenonucleico, capace di trasmettere informazione genetica.